# Чучхе

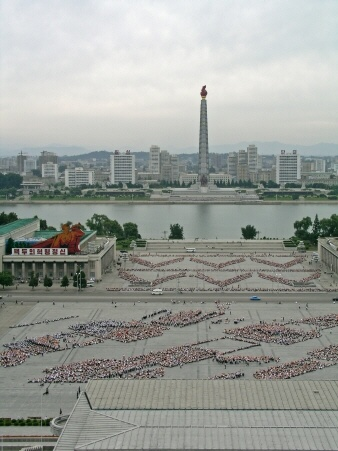
Монумент ідеям Чучхе в центрі Пхеньяна

Чучхе (кор.: хангиль: 주체, НЛ: Juche, МР: Chuch'e, Корейською: [tɕutɕʰe] ( прослухати), офіційно ідея Чучхе (кор.: хангиль: 주체사상, НЛ: Juche sasang, МР: Chuch'e sasang)) — північнокорейська ідеологія, проголошена Кім Ір Сеном у 1955 році.
Слово «чучхе» належить до категорії ханмунних слів. «Чу» означає «господар», а «чхе» — «тіло, сутність, субстанція, природа». Таким чином, «чучхе» означає таку ситуацію, коли людина є паном і для себе самого, і для довкілля.

## Особливості

### Кімірсенізм та кімченірізм
Кімірсенізм був вперше презентований Кім Чен Іром на початку 1970-х разом з ідеєю про «Десять принципів побудови монолітної ідеологічної системи.» Одночасно було запущено кампанію по кімірсенізації усього суспільства, яка мала зміцнити позиції Кім Чен Іра у Робітничій Партії Кореї. У промові 1976 року він говорив про «Ідею чучхе, революційну теорію та методи управління, які на ній базуються». До того часу вчення Кім Ір Сена розглядалось як різновид марксизму-ленінізму, однак політика Кім Чен Іра вивела його на новий рівень. Пізніше Кім-молодший оголосив, що марксизм-ленінізм застарів, і вчення чучхе має зайняти його місце.
Після смерті Кім Чен Іра на четвертій конференції Робітничої Партії Кореї було прийняте рішення про зміну назви вчення на Кімірсенізм-Кімченирізм. Кім Чен Ин сказав, що це вчення «є основою ідеї, теорії та методів Чучхе, а також величною революційною ідеологією представників ери Чучхе. Слідуючи ідеалам кімірсенізму-кімченирізму ми повинні розбудовувати партію та діяти так, щоб зберегти революційний характер партії, здобутки революції, рухаючись в дусі ідей та винаходів Президента і Генерала.»

### Соціалізм нашого типу
«Соціалізм нашого (корейського) типу» — ідеологічна концепція, вперше проголошена Кім Чен Іром у промові 27 грудня 1990. Коментуючи розпад комуністичних режимів у Східній Європі, він зазначив, що Північній Кореї вдалось втриматись завдяки особливому розумінню соціалізму, натомість східноєвропейські режими намагались механічно скопіювати радянську модель. Комуністи Північної Кореї не сприйняли марксизм, оскільки він походив від капіталістичних практик Європи, відмовились від комунізму, орієнтованого на російський досвід, а стали слідувати ідеям Чучхе.

### Роль Великого Лідера
На відміну від марксизму-ленінізму, який вважав рушійною силою історичного процесу матеріальні сили (так званий історичний матеріалізм) у чучхе вважають основною силою діяльність людей. Це виражено у фразі «народні маси знаходяться у центрі всього, а лідер іде у центрі мас». У чучхе вважається, що розвиток історії йде відповідно до певних законів, однак, на відміну від марксизму-ленінізму, ці закони задаються лідером. Тому, очевидно, народним масам потрібен Великий Лідер. Ця теорія допомогла Кім Ір Сену зміцнити свої позиції у владі Північної Кореї.
Вчення надає Великому Лідеру надзвичайні, абсолютні можливості. Робочий клас не має думати про майбутнє, натомість Великий Лідер втілює у життя думки робітників. Лідер є «найголовнішим мозком», єдиним легітимним представником робочого класу. Класова боротьба також може реалізовуватись лише за підтримки Великого Лідера.

### Народ
Суспільство у Північній Кореї розділено на три групи: селян, робітників та інтелігенцію. Остання називається самувон, туди входять дрібні торговці, клерки, чиновники, професори та інші професійні спеціальності. Кожна група вважається однаково важливою для суспільства. Цим Корея відрізняється від багатьох інших комуністичних держав (в тому числі й від СРСР), які визнавали лише два класи: робітників та селян.

### Сонгун
Політика Сонгун була вперше згадана 7 квітня 1997 у газетній статті з підзаголовком «Перемогу соціалізму принесуть бомби та зброя нашої армії». Ідея полягала у тому, що перш за все слід спрямовувати ресурси на військові потреби, тому що «революційна філософія має захистити наш тип соціалізму за будь-яких обставин». Автором концепції називають Кім Чен Іра.
5 вересня 1998 конституцію Північної Кореї було змінено, після чого Національний Комітет Оборони став найголовнішим органом влади у країні. Цю дату стали вважати початком нової ери Сонгун.

## Реалізація

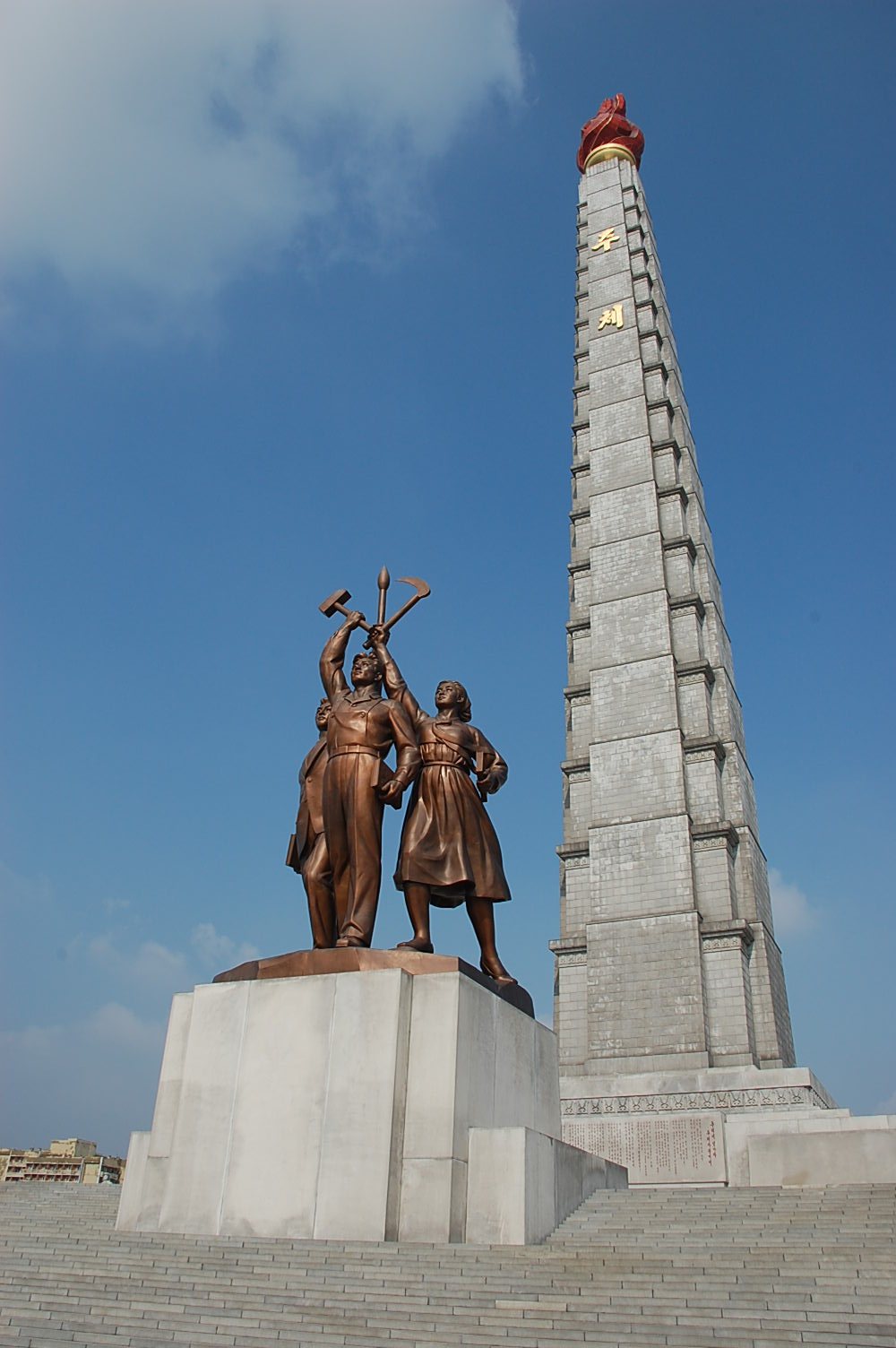
Монумент ідеям Чучхе в центрі Пхеньяна

### Міжнародні відносини
Кім Чен Ір зазначав, що «незалежність не суперечить інтернаціоналізму, а є основою для його зміцнення». Він вважав, що Корея може співпрацювати з іншими соціалістичними державами, інтернаціональними комуністичними силами та новонародженими націями на основі політики невтручання, рівності та взаємної вигоди.
Північній Кореї вдалось отримати незалежність після війни. Згодом корейці уникли десталінізації та зберегли нейтральність під час радянсько-китайського розколу. 
У 1975 Корея приєдналась до Руху неприєднання і почала позиціювати себе як одного з лідерів серед країн Третього світу. Виживання нації стало головним принципом корейської дипломатії. Навіть під час періодів економічної кризи держава продовжувала підкреслювати свою незалежність на міжнародній арені.

### Економіка
Кім Чен Ір вказував на важливість побудови ефективної економіки з опорою на власні сили. Особливо при цьому виділялась роль важкого машинобудування, яке мало стати основою економічного зростання. Також важливе значення надавалось незалежності національної економіки та самодостатності у використанні природних ресурсів. Це все не мало суперечити міжнародній співпраці.
Після руйнівної війни корейці, відповідно до принципів чучхе, почали відбудовувати економіку, починаючи з важкого машинобудування, намагаючись зберегти самодостатність у використанні природних ресурсів. Країна отримала велику кількість допомоги від СРСР та Китаю, однак так і не приєдналась до Ради Економічної Взаємодопомоги.
У 1990-і роки в Кореї спостерігався період, коли споживання нафти було одним з найменших у світі, натомість використовувалась енергія з гідроелектростанцій та вугілля.
У легкій промисловості Північної Кореї широко використовується вінілон — синтетичне волокно, винайдене корейським вченим, що втік на північ у 1950. Перші зразки тканини було виготовлено у 1954, а у 1961 було збудовано великий завод з виготовлення цього волокна. З того часу вінілон вважається одним з найбільших досягнень ідеології чучхе і широко використовується у пропаганді. Інші країни світу не використовують вінілон, тому що за своїми якостями він поступається нейлону.
На півночі корейського півострова є значні поклади заліза, однак руда містить багато різних домішок. Для того, щоб позбутися них, розробили спеціальний технологічний процес (Samhwa Iron Process), але він потребує надзвичайно велику кількість електроенергії.